# Out Run
Out Run (soletrado também como OutRun e Outrun) é um jogo de corrida de 1986 criado por Yu Suzuki e a Sega-AM2 para o mercado de arcades. Em entrevistas, Yu Suzuki classificou o game como um jogo de "direção", não de corrida, propriamente dito. A afirmação faz sentido, já que o player, a bordo de uma Ferrari Testarossa, corre contra o tempo – e não contra rivais.
Out Run foi o arcade mais vendido do ano de 1986, com 20.000 cabines comercializadas. Até 1994, já haviam sido vendidas 30.000 cabines no mundo todo. Por conta desse sucesso comercial, ele ganharia versões para vários consoles.
É conhecido por ter sido um dos primeiros jogos de corrida com uma Jogabilidade não linear - ou seja, ele dava uma maior liberdade ao jogador quanto aos seus objetivos, já que ele poderia concluir o game em 5 rotas distintas, todas com um final diferente um do outro. Além disso, ele foi um dos primeiros, se não o primeiro, jogo eletrônico a permitir que o player escolhesse a melodia que ouviria antes de correr, como se fosse um rádio do carro (era possível escolher entre 3 músicas).
Muito por conta disso, o jogo foi premiado, em 1988, com dois Golden Joystick Award como "O melhor Jogo de Arcade do Ano" e "O Melhor Jogo do Ano"

## Versões

### Conversões para consoles
- 1987 - Master System ( Sega )
- 1987 - Amstrad CPC, ZX Spectrum (veiculado pela Probe , editado pela US Gold )
- 1988 - Amiga (Probe, Sega)
- 1988 - Commodore 64
- 1988 - MSX (Software Bedrock)
- 1989 - Atari ST (Sonda)
- 1989 - DOS (Software Distinto)
- 1990 - PC-Engine (NEC)
- 1991 - Mega Drive (Sega)
- 1991 - Game Gear (Sega)
- 2014 - Nintendo 3DS (Nintendo) Esta versão do 3DS inclui 2 músicas inéditas: "Camino a mi Amor" e "Cruising Line".

## Reedições
O jogo também foi reeditado em compilações ou como mini-game em alguns títulos.
- 1996 - Sega Saturn - emulação da versão arcade: lançada como produto autônomo no Japão e na compilação Sega Ages em outros lugares
- 1999 - Windows - Compilação do Sega Smash Pack
- 2001 - Dreamcast - compilação Yu Suzuki Game Works Vol. 1 e mini-jogo no Shenmue II
- 2002 - Xbox - mini-game no Shenmue II
- 2003 - Game Boy Advance - Compilação da Sega Arcade Gallery
- 2004 - PlayStation 2 - compilação Sega Ages 2005 vol. 13
- 2004 - Xbox - mini-game em Out Run 2

## Música
A jogabilidade é acompanhada por uma popular trilha sonora beach music com três faixas selecionáveis "transmitidos" por uma estação de rádio FM imaginária na Ferrari Testarossa. As músicas foram compostas por Hiroshi Kawaguchi, que também fez a trilha para outros jogos da Sega. O nome das faixas são:
- Splash Wave
- Magical Sound Shower
- Passing Breeze
- Last Wave (tela de pontuação)

A versão para Sega Mega Drive possui ainda uma faixa extra chamada Step On Beat e a versão Out Run 3D para Master System contém Shining Wind, Midnight Highway e "Color Ocean".
As versões doméstica para Commodore 64, ZX Spectrum e Amstrad CPC eram acompanhadas de uma fita cassete com as músicas originais do arcade.

## Rotas
| Número        | Número         | Número          | Número       | Número          | Objetivo |
| 1             | 2              | 3               | 4            | 5               | Objetivo |
| ------------- | -------------- | --------------- | ------------ | --------------- | -------- |
|               |                |                 |              | Vineyard        | A        |
|               |                |                 | Wilderness   |                 |          |
|               |                | Desert          |              | Death Valley    | B        |
|               | Gateway        |                 | Old Capital  |                 |          |
| Coconut Beach |                | Alps            |              | Desolation Hill | C        |
|               | Devil's Canyon |                 | Wheat Field  |                 |          |
|               |                | Cloudy Mountain |              | Autobahn        | D        |
|               |                |                 | Seaside Town |                 |          |
|               |                |                 |              | Lakeside        | E        |

As rotas mais fáceis são as que ficam à esquerda na bifurcação (para cima no mapa), até o objetivo A.

## Versões
- Arcade (1986)
- Sega Master System (1987)
- Commodore 64 (1987, convertido por Amazing Products e US Gold)
- Amstrad CPC (1987, convertido por Probe)
- Sinclair ZX Spectrum (1987, convertido por Probe)
- MSX (1986, convertido por Bedrock Software e US Gold)
- MSX 2 (1988, convertido por Ponycanyon)
- Commodore Amiga (1988, convertido por Probe)
- Atari ST (1989, convertido por Probe)
- PC-DOS (1989, convertido por Unlimited Software, Inc.)
- NEC PC Engine (1990, convertido por NEC)
- Sega Mega Drive/Sega Genesis (1991,convertido por Sanritsu)
- Sega Game Gear (1991, convertido por Sanritsu)
- Sega Saturn (1996, convertido por Rutubo Games - lançado no Japão em separado, no resto do mundo como parte da coletânea SEGA Ages)
- Celulares (2004)
- PlayStation 2 (2006, SEGA ages vol. 13)
- PSP (2006)
- PC (2006)

### Como parte de outros títulos
- Sega Dreamcast, em Shenmue II (2001), e na compilação Yu Suzuki Game Works Vol. 1 (2001)
- Game Boy Advance, parte da compilação Sega Arcade Gallery (2003, convertido pela Bits Studios)
- Xbox, em Shenmue II (2002) e também OutRun 2 (2004)

## Recepção e Críticas
| Recepção                              | Recepção          | Recepção          | Recepção          | Recepção          | Recepção          | Recepção          | Recepção          | Recepção          | Recepção |
| ------------------------------------- | ----------------- | ----------------- | ----------------- | ----------------- | ----------------- | ----------------- | ----------------- | ----------------- | -------- |
| Publicação                            | Score (Pontuação) | Score (Pontuação) | Score (Pontuação) | Score (Pontuação) | Score (Pontuação) | Score (Pontuação) | Score (Pontuação) | Score (Pontuação) |          |
| Publicação                            | Master System     | C64               | ZX Spectrum       | Amstrad           | Atari ST          | Amiga             | PC Engine         | Mega Drive        |          |
| ACE                                   | 852               | 610               |                   |                   | 873               | 822               |                   |                   |          |
| Australian Commodore and Amiga Review |                   | 95%               |                   |                   |                   |                   |                   |                   |          |
| Computer and Video Games              | 9/10              | 24/40             |                   | 8/40              | 7/10              |                   | 70%               |                   |          |
| Crash                                 |                   |                   | 72%               |                   |                   |                   |                   |                   |          |
| Dragon                                | [ 13 ]            |                   |                   |                   |                   |                   |                   |                   |          |
| Génération 4                          | 82%               |                   |                   |                   | 78%               | 79%               |                   |                   |          |
| MegaTech                              |                   |                   |                   |                   |                   |                   |                   | 58%               |          |
| Sega-16                               |                   |                   |                   |                   |                   |                   |                   | 9/10              |          |
| Sinclair User                         |                   |                   | 81%               |                   |                   |                   |                   |                   |          |
| Svenska Hemdatornytt                  |                   |                   |                   |                   |                   |                   |                   | 85%               |          |
| The Games Machine                     | 72%               | 67%               | 61%               |                   | 79%               | 75%               |                   |                   |          |
| The Video Game Critic                 | A                 |                   |                   |                   |                   |                   |                   | A                 |          |
| Tilt                                  | 17/20             |                   |                   |                   |                   |                   |                   |                   |          |
| Your Sinclair                         |                   |                   | 8/10              |                   |                   |                   |                   |                   |          |

### Prêmios, Indicações e Honrarias
| Ano  | Prêmio                | Categoria                                 | Resultado | Ref.   |
| ---- | --------------------- | ----------------------------------------- | --------- | ------ |
| 1988 | Golden Joystick Award | Best Arcade Game of the Year              | Venceu    | [ 4 ]  |
| 1988 | Golden Joystick Award | Best Game of the Year                     | Venceu    | [ 4 ]  |
| 1988 | Computer Gaming World | Year's Best Arcade Translation for Sega   | Venceu    | [ 26 ] |
| 2015 | IGN                   | Top 10 Most Influential Racing Games Ever | 4o Lugar  | [ 27 ] |